# Vladimir Salnjikov
Vladimir Valerjevič Salnjikov (ruski Владимир Валерьевич Сальников) (Lenjingrad, Rusija, 21. svibnja 1960.) je ruski plivač, četverostruki olimpijski pobjednik, koji je svoje medalje osvojio pod zastavom SSSR-a.
Salnjikov je bio najdominantniji plivač srednjih i dugih pruga u plivanju kraja 70-tih te svih 80-tih godina 20. stoljeća. U tom je razdoblju oborio 12 svjetskih rekorda na dionicama 400, 800 i 1500 metara. Prvi je plivač u povijesti koji je isplivao 800 metara brže od 8 minuta, te 1500 metara brže od 15 minuta.
Na Olimpijskim igrama u Moskvi 1980. godine se istaknuo svjetskim rekordom na 1500 m te s ukupno tri zlatne medalje. Iako na tim igrama zbog bojkota nije bilo jakih plivača iz SAD-a, sportski svijet je morao priznati njegovu dominaciju i fantastičnu pripremljenost. Stoga se željno očekivao novi susret najboljih plivača na OI u Los Angelesu četiri godine kasnije, ali ovaj put zbog bojkota sportaša iz SSSR-a Salnjikov nije mogao braniti naslove. Već u poznim plivačkim godinama Salnjikov se odlučio spremiti za Olimpijske igre u Seulu 1988. godine gdje mu stručnjaci pred utrku nisu davali velike šanse za dobar rezultat među mlađim konkurentima. Ipak, Salnjikov je pobjedom pokazao da mu s pravom pripada mjesto u plivačkoj povijesti.